# Parti socialiste unifié (Italie)
Pour les articles homonymes, voir Parti socialiste unifié.
Le Parti socialiste unifié (en italien : Partito Socialista Unificato, PSU), également connu comme PSI-PSDI Unifiés (en italien : PSI-PSDI Unificati) est le nom de l'organisation politique qui réunit entre 1966 et 1969 le Parti socialiste italien (PSI) et le Parti social-démocrate italien (PSDI).
Fondé à 18 mois des élections générales, le PSU suit trois ans de rapprochement entre les deux partis de la famille socialiste, séparés depuis 1947. Bien que le résultat des élections au Parlement soit décevant, le PSU poursuit son processus d'unification avec un congrès national en octobre 1968 et entre au gouvernement deux mois après.
L'organisation, devenue en 1968 un parti après la fusion de ses deux composantes, prend alors le nom de Parti socialiste italien (en italien : Partito Socialista Italiano). Cependant, les anciens du PSDI refondent le Parti socialiste unitaire en juillet 1969, mettant fin à l'alliance entre les deux partis.

## Historique

### La fusion

#### Les prémices
Le processus de réunification de la famille socialiste italienne — séparée depuis la scission des sociaux-démocrates de Giuseppe Saragat en 1947 — est entamée lors de la formation du premier gouvernement d'Aldo Moro en décembre 1963, lorsque le PSI accepte d'entrer au conseil des ministres aux côtés du PSDI. Saragat, désormais président de la République, joue un rôle-clé dans ce rapprochement.

#### Le congrès de 1966
En octobre 1966, le XXXVIIe congrès national du Parti socialiste italien à Rome est l'occasion pour les deux formations de proclamer officiellement leur fusion devant 1 450 délégués et environ 25 000 personnes rassemblés au Palazzo dello Sport. Francesco De Martino (PSI) et Mario Tanassi (PSDI) sont désignés co-secrétaires du PSU, tandis que Pietro Nenni est élu président.
Le logo rassemble ceux des deux partis fondateurs, avec la mention « PSI-PSDI » au-dessus et « Unificati » en dessous.

### Des élections à la dissolution

#### 1968: échec électoral et congrès unitaire
Les élections générales des 19 et 20 mai 1968 constituent un échec pour le Parti socialiste unifié. Il rassemble 14,5 % des suffrages exprimés et 91 députés à la Chambre des députés, soit un recul de 5,5 points et 29 sièges par rapport au résultat cumulé du PSI et du PSDI en 1963. Au Sénat de la République, il compte 15,2 % des voix et 46 sénateurs, ce qui constitue une régression de 5,1 % et 12 élus.
Cinq mois plus tard, le congrès national du PSU voit s'affronter cinq motions. Aucune ne remporte la majorité absolue et le 10 novembre, le président du groupe parlementaire Mauro Ferri est désigné secrétaire du parti par le comité central, avec l'appui de deux courants qui représentent 52 % du parti. À l'occasion du congrès, la formation change de nom et devient le « Parti socialiste italien - Section italienne de l'Internationale socialiste » (en italien : Partito Socialista Italiano - Sezione Italiana dell'Internazionale Socialista, PSI-SIIS), ou simplement le Parti socialiste italien (PSI).

#### Le départ des sociaux-démocrates
L'expérience d'une famille socialiste réunifiée prend fin très rapidement : le 5 juillet 1969, les sociaux-démocrates décident de quitter la formation et de constituer le Parti socialiste unitaire (PSU), qui reprendra le nom du PSDI deux ans après. Ils constituent alors un groupe parlementaire dans chaque chambre, fort de 29 députés et 10 sénateurs.

## Résultats électoraux

### Élections générales
| Année | Chambre des députés | Chambre des députés | Sénat de la République | Sénat de la République | Rang | Gouvernement                           |
| Année | %                   | Mandats             | %                      | Mandats                | Rang | Gouvernement                           |
| ----- | ------------------- | ------------------- | ---------------------- | ---------------------- | ---- | -------------------------------------- |
| 1968  | 14,5                | 91 / 630            | 15,2                   | 46 / 315               | 3e   | Opposition (1968), Rumor I (1968-1969) |